# قمة الكويت الاقتصادية
قمة الكويت الاقتصادية (الدورة الأولى للقمة العربية التنموية: الاقتصادية والاجتماعية) هي قمة عربية اقتصادية أقيمت في 20 يناير/ كانون الثاني 2009.